# Остров Сен-Луи
Остров Сен-Луи (фр. Île Saint-Louis), также остров Св. Людовика — меньший из двух сохранившихся островов Сены в центре Парижа; расположен восточнее Сите, с которым соединён мостом Сен-Луи. Административно относится к IV округу.

## История

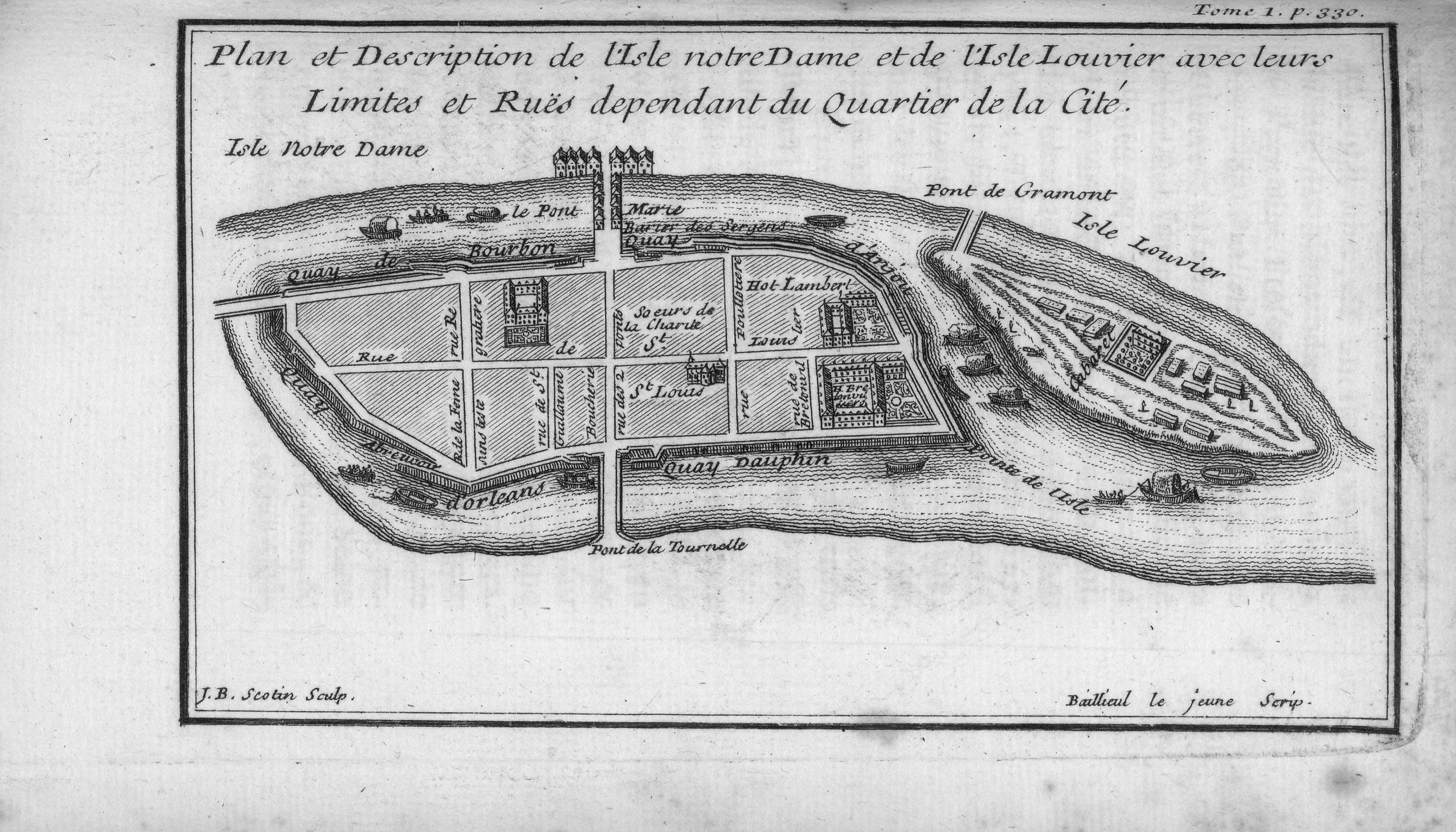
План острова в 1742 году

В отличие от соседнего острова Сите, история которого берёт начало в античности, Сен-Луи долгое время оставался незаселённым. Он состоял из двух маленьких островов (Île aux Vaches и Île Notre Dame), разделённых рукавом реки. Эти островки принадлежали собору Парижской богоматери и использовались для выгона скота. Сюда приходили прачки стирать бельё и дуэлянты для проведения дуэлей.
В 1614 году по указу Людовика XIII инженер Кристоф Мари начал обустраивать остров: канава была засыпана, набережные укреплены. Были построены мосты к берегам Сены. Мост, соединяющий Сен-Луи с парижским кварталом Маре, до сих пор носит имя застройщика — мост Мари. Он был построен в 1635 году и был застроен жилыми домами, как это было принято в те времена.
Территория острова была первоначально использована для возведения домов ремесленников и торговцев. Однако с 1638 года, по окончании споров с духовенством, здесь также обосновались более богатые горожане. Застройка острова производилась по строгому плану с прямыми улицами. Большинство «отелей» (частных особняков) были построены по проектам династии архитекторов Лево. Одним из таких особняков является Отель Ламбер, в котором в своё время проживали такие известные люди, как Вольтер, Жан Жак Руссо и барон Ги де Ротшильд.
В 1726 году остров получил своё название в честь Людовика IX, который был объявлен святым. Во время Французской революции остров был переименован в остров Братства (от фр. Île de la Fraternité), однако затем снова вернулся к имени Сен-Луи.
Сегодня на острове проживают богатейшие люди Парижа.

## Достопримечательности

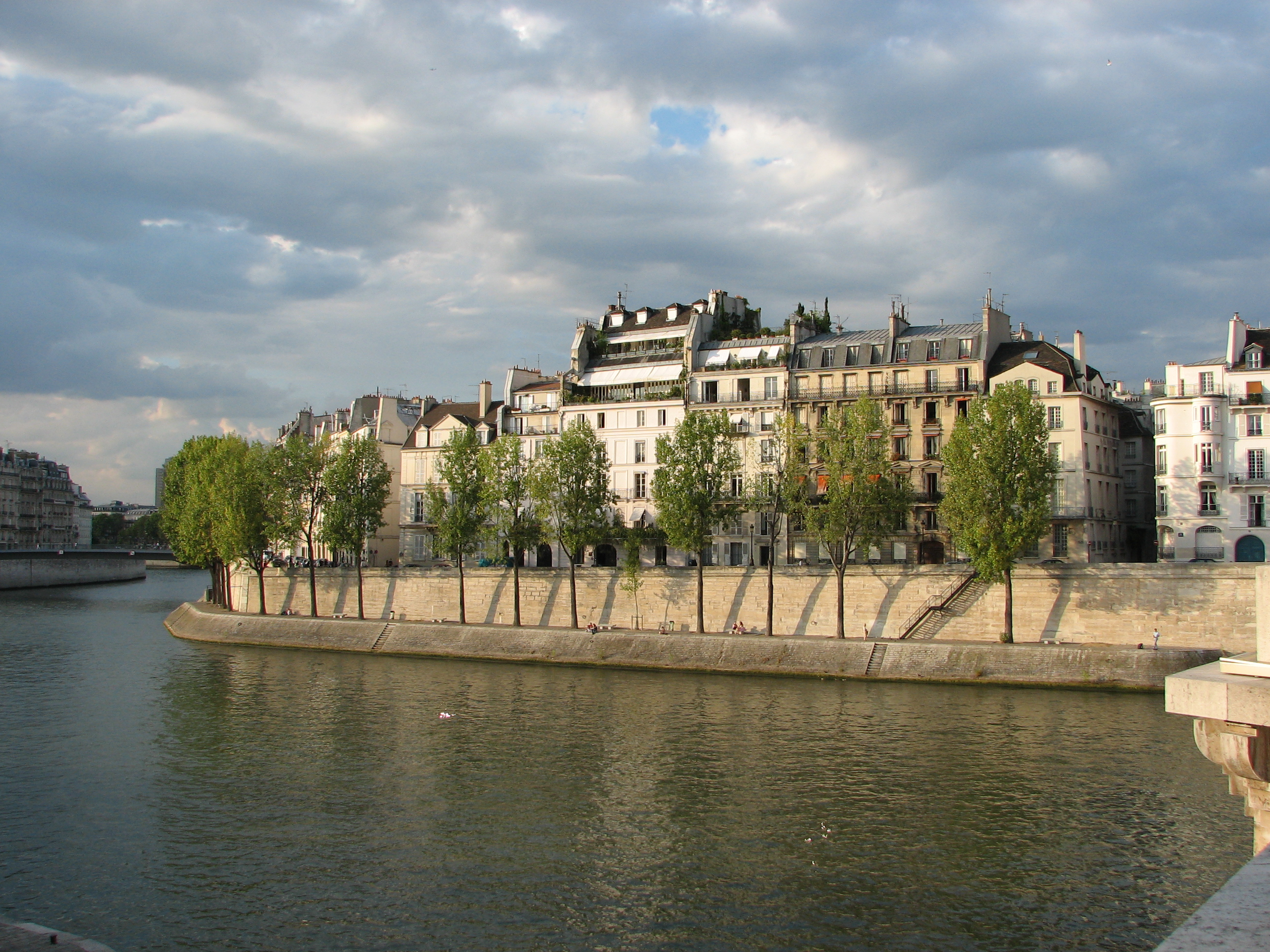
Вид на южную часть острова Сен-Луи с моста Турнель

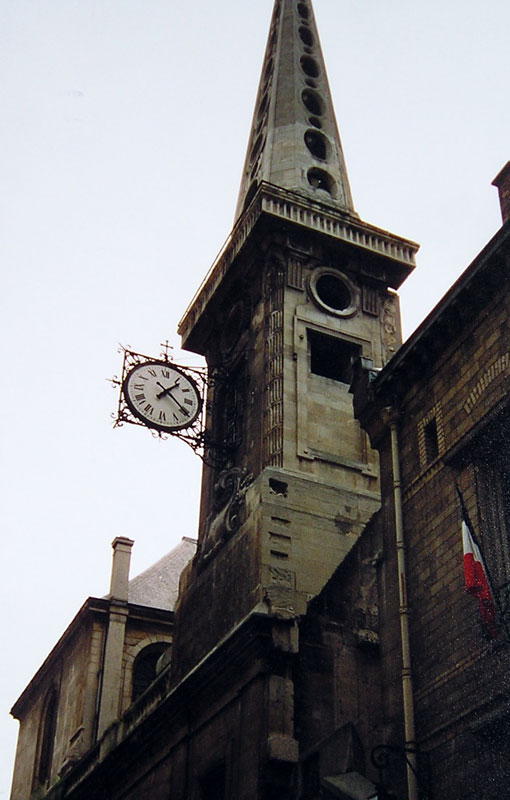
Церковь Сен-Луи-ан-л’Иль

- Церковь Сен-Луи-ан-л’Иль, по проекту Франсуа Лево
- Отель Ламбер (1 quai d’Anjou/2 rue Saint-Louis en l'Île), отстроен в 1640—1644 годах Луи Лево
- Отель Лозен (17 quai d’Anjou), построен в 1656—1657 годах по проекту Луи Лево, ранее принадлежал семье Ришельё. В XIX веке здесь собирался «Клуб Ассасинов», основанный Теофилем Готье, Шарлем Бодлером и художником Буассаром. Членами клуба также числились Оноре де Бальзак, Александр Дюма, Делакруа и Жерар де Нерваль.
- Отель Лево (3 quai d’Anjou), был построен Луи Лево
- Кафе Berthillon (29/31 rue Saint-Louis-en-l'Île) славится своим мороженым

## Мосты
- Мост Сен-Луи — соединяет Сите с Сен-Луи
- Мост Турнель — с левого берега
- Мост Луи-Филиппа — с правого берега
- Мост Мари — с правого берега
- Мост Сюлли — соединяет оба берега Сены

## Знаменитые жители острова
- Филипп де Шампень, художник (предположительно в особняке 15 quai Bourbon)
- Абрахам Босс, гравёр
- Луи Лево, архитектор (Отель Лево, 1642—1650)
- Жан де Лафонтен, баснописец (Отель Лозен)
- Мольер, основатель комедии (Отель Лозен)
- Жан Расин, драматург-трагик (Отель Лозен)
- Вольтер, философ (Отель Ламбер)
- Жан Жак Руссо, философ (Отель Ламбер)
- Антуан-Кризостом Катрмер-де-Кенси, археолог и искусствовед (19 quai de Bourbon, 1827 год)
- Адам Ежи Чарторыйский, польский и российский государственный деятель (Отель Ламбер)
- Оноре Домье, художник, скульптор и график (9 quai d’Anjou, 1846—1863 годы)
- Шарль Бодлер (в 1842 проживал на quai de Béthune, затем в Отеле Лозен, 1843—1845)
- Мария Кюри-Склодовская, химик и физик (36 quai de Béthune)
- Элена Рубинштейн, основательница косметической линии (24 quai de Béthune)
- Леон Блюм, политик (25 quai de Bourbon)
- Жорж Помпиду, президент Франции (24 quai de Béthune)
- Луи де Фюнес, комический актёр (24 quai de Béthune)
- Ролан Дюма, политический деятель
- Жан-Клод Бриали, актёр театра и кино
- Надежда Труханова (19 quai de Bourbon) + Алексей Алексеевич Игнатьев (с 1916)[1]
- Робер Брессон, кинорежиссёр и сценарист (49 quai de Bourbon)